# ناتالي ألين ليند
ناتالي ألين ليند (بالإنجليزية: Natalie Alyn Lind)‏ ممثلة أمريكية ولدت في 21 يونيو 2000 و بدأت مشوارها الفني عام 2006 .

## روابط خارجية
- ناتالي ألين ليند على موقع IMDb (الإنجليزية)
- ناتالي ألين ليند على موقع روتن توميتوز (الإنجليزية)
- ناتالي ألين ليند على موقع ألو سيني (الفرنسية)
- ناتالي ألين ليند على موقع قاعدة بيانات الفيلم (الإنجليزية)